# I-207 (samolot)
I-207 (ros. И-207) – prototypowy, radziecki, dwupłatowy samolot myśliwski.

## Historia
W 1936 roku dwóch inżynierów z Zakładów Lotniczych Numer 21 w Gorki, z inicjatywy Jakowa Ałksnisa, dowódcy Sił Powietrznych, rozpoczęło prace nad nowym samolotem myśliwskim. Aleksiej Andriejewicz Borowkow (Алексей Андреевич Боровков) i Ilia Florentynowicz Florow (Ильи Флорентьевича Флоров) zaprojektowali bezrozpórkowy dwupłatowiec z mocno przesuniętą do tyłu odkrytą kabiną pilota. Całkowicie metalowe skrzydła wykonano w formie sztywnego kesonu z wewnętrznym poszyciem z falistej blachy. Technologia ta była już wykorzystywana na świecie, jednak w Związku Radzieckim zastosowano ją po raz pierwszy. Podobnie jak to miało miejsce w przypadku produkowanego seryjnie w zakładach myśliwca I-16, przednia część kadłuba miała konstrukcję metalową z blaszanym poszyciem, tylna drewnianą skorupową pokrytą sklejką wykonaną z brzozy. Podwozie samolotu było stałe, jednak aby zminimalizować opór aerodynamiczny, koła podwozia głównego oraz płozę ogonową i golenie podwozia osłonięto owiewkami. Na początku 1937 roku pierwszy prototyp samolotu oznaczony jako Nr 7211 był już gotowy. Do napędu maszyny wykorzystano silnik gwiazdowy M-85. 6 maja tego samego roku samolot po raz pierwszy wzbił się w powietrze. Za sterami siedział pilot Ł.M. Maksimow. W ciągu miesiąca prób wykonano 22 loty. Konstrukcja zebrała pochlebne recenzje spełniając przewidywania konstruktorów. Maszyna charakteryzowała się bardzo dobrą statecznością poprzeczną i sterownością. W locie na wysokości 400 metrów myśliwiec osiągnął prędkość 416 km/h. 1 czerwca 1937 roku pilotujący maszynę P.M. Stefanowski po locie zaproponował przeprowadzenie dalszych prób na podmoskiewskim lotnisku Szczełkowo. 23 czerwca za sterami maszyny zasiadł pilot oblatywacz E.J. Preman, który miał przeprowadzić samolot do Szczełkowa. Wystartował do lotu zapoznawczego, podczas zataczania drugiego kręgu nad lotniskiem w samolocie nagle zgasł silnik, wysokość była zbyt mała aby można było wykonać jakikolwiek manewr i maszyna spadła na ziemię grzebiąc w swoich szczątkach pilota. 
Pomimo utraty prototypu dalsze prace nad samolotem uzależniono od oceny całego projektu przez specjalistów lotniczych, w tym samego Nikołaja Polikarpowa. Ocena nie była przychylna, według Polikarpowa maszyna nie spełniła oczekiwanych założeń, a co więcej, nie miała szans na jakąkolwiek poprawę. Zdanie Polikarpowa można jednak tłumaczyć osobistą niechęcią do projektu. Borowkow i Florow nie pracowali w biurze projektowym, a w fabryce zajmującej się produkcją maszyn zaprojektowanych w biurze Polikarpowa. Tym niemniej w Głównym Zarządzie Przemysłu Lotniczego podjęto decyzję o kontynuowaniu projektu. Do zakładu numer 21 wysłano pismo nakazujące wyprodukowanie krótkiej serii samolotów Nr 7211. Był to jednak okres wielkiej czystki w historii Związku Radzieckiego z jednej strony, a z drugiej, pismo nigdy nie dotarło do zakładów, ginąc gdzieś po drodze. W tej sytuacji, gdy nikt nie mógł być pewny swojego losu, sam inicjator budowy samolotu Ałksnis padł ofiarą czystek i przy braku oficjalnej decyzji, przy projekcie nic się nie działo przez kilka miesięcy. 
W lutym 1938 roku obydwaj konstruktorzy zostali wezwani do Moskwy, gdzie nakazano im kontynuować projekt. 13 września 1938 roku zakończyli oni projekt wstępny z nowym silnikiem M-88 i hermetyzowaną kabiną pilota. Obydwaj jednak, wraz z niewielkim zespołem współpracowników musieli opuścić Gorki, gdyż tamtejsza fabryka nie była w stanie podjąć się budowy kolejnego prototypu i przenieść do Fabryki Nr 207 znajdującej się w Dołgoprudnyj pod Moskwą. I tu jednak aż do kwietnia 1939 roku prace nie posunęły się do przodu. Z jednej strony widoczna była niechęć pracowników fabryki do przybyszów z Gorki, z drugiej strony fabryka zaangażowana była w program budowy sterowców. Dopiero zarzucenie prac nad sterowcami pozwoliło skupić się na I-207, bo takie oznaczenie otrzymał samolot Nr 7211. Rozpoczęto budowę dwóch maszyn prototypów: Nr 1 (I-207/1) z silnikiem M-62 oraz Nr 2 (I-207/2) z silnikiem M-63. Poza silnikami, samoloty różniły się szczegółami technicznymi. Nr 1 posiadał indywidualne owiewki na każdą z głowic cylindrów silnika gwiazdowego i brak żaluzji silnika. Drugi prototyp miał silnik osłonięty żaluzjami oraz sam silnik osłonięty osłoną typu NACA, innej budowy owiewkę kabiny pilota, grubsze poszycie skrzydła oraz zmieniony układ paliwowy. 29 lipca 1939 roku I-207/1 po raz pierwszy wzbił się w powietrze, za jego sterami siedział Ł.M. Maksimow. Dalsze próby w locie trwały do końca lata, jednak próby znaczącego wzrostu prędkości nie powiodły się. Samolot w powietrzu zachowywał się poprawnie, jednak nie oferował większych osiągów niż produkowany już seryjnie I-153. Podobnie przedstawiała się sytuacja z drugim prototypem, pomimo zastosowania mocniejszego silnika, prowadzone od 17 września 1939 roku do 22 maja 1940 roku próby w locie nie przyniosły wzrostu prędkości samolotu. Większe nadzieje pokładano w trzecim budowanym prototypie Nr 3 (I-207/3), którego budowę ukończono w listopadzie 1939 roku. Samolot wyposażono w silnik M-63, ale znaczącą poprawę osiągów miano zamiar uzyskać dzięki chowanemu podwoziu. Podczas badań w locie, udało się osiągnąć prędkość 486 km/h. Co prawda nadal to nie było to, czego oczekiwali konstruktorzy, ale nawet ten niewielki postęp zachęcił do podjęcia dalszych prac. W planach było zastosowanie mocniejszych jednostek napędowych M-64 i M-65, ale że żaden z nich nie trafił do produkcji seryjnej, do dyspozycji projektantów był silnik M-63R z reduktorem i wydłużonym wałem. W maju 1940 roku gotowy był projekt czwartego prototypu I-207/4, jednak budowa prototypu napotkała przeszkody. Projekt I-270 usunięto z planów prac doświadczalnych na 1940 rok, zespół pracowników zajmujący się projektem w większości został przesunięty do innych obowiązków. Tym samym realizacja budowy stanęła pod znakiem zapytania. Z pomocą przyszła wojna zimowa i zebrane podczas jej trwania doświadczenia. Okazało się, że na wyposażeniu radzieckiego lotnictwa brakuje maszyn zdolnych do wykonywania precyzyjnych bombardowań z lotu nurkowego. W odróżnieniu od I-16, I-207 był w stanie samodzielnie wystartować z podwieszonymi dwiema bombami FAB-250 i jak wykazały przeprowadzone we wrześniu i październiku 1940 roku próby na I-207/3 w takiej konfiguracji próby, wykonać precyzyjne bombardowanie. Tym samym I-207 miał zostać bombowcem nurkującym. Dzięki temu wiosną 1941 roku udało się ukończyć budowę czwartego prototypu I-207/4, na którym wykonano kilka lotów. Niestety dla projektu, niewielki zasięg samolotu i nadal nierozwiązane problemy z prędkością przekreśliły jego dalszy rozwój, a cały program został na dobre anulowany.
Aleksiej Andriejewicz Borowkow i Ilia Florentynowicz Florow zaprojektowali jeszcze dwa samoloty w podobnej konfiguracji jak I-270. Pierwszy z nich, oznaczony jako Izdielie 10 miał być napędzany silnikiem M-71. Dużą wagę w projekcie przywiązano do jego charakterystyki aerodynamicznej. Zastosowano bardzo cienkie, bezrozpórkowe skrzydła typu mewa (dolny płat w odwróconej konfiguracji), zakrytą kabinę pilota oraz dodatkowym napędem w postaci silnika strumieniowego. Przewidywano, iż maszyna będzie zdolna do osiągnięcia prędkości 650 km/h, a z użyciem dodatkowego silnika nawet 800 km/h. Drugi projekt, oznaczony jako Izdielie 11 (również z silnikiem M-71), miał posiadać aż dwa dodatkowe silniki strumieniowe.